# William Beaumont
William Beaumont (Lebanon, 21 novembre 1785 – Londra, 25 aprile 1853) è stato un medico statunitense.
È noto per la scoperta dei processi digestivi umani, che ne fanno uno dei "padri" della moderna fisiologia gastrica.

## Biografia
Beaumont aveva iniziato il praticantato presso un medico a Champlain, un villaggio situato all'estremità settentrionale nello stato di New York al confine con Vermont e Canada, senza tuttavia aver ricevuto un'educazione standard in medicina. Due anni dopo entrò nell'esercito come assistente chirurgo, acquisendo esperienza durante la Guerra anglo-americana del 1812. Una volta conclusa la guerra, rimase nell'esercito lavorando come dottore nei forti militari sparsi nei territori.

## Ricerche con Alexis St. Martin

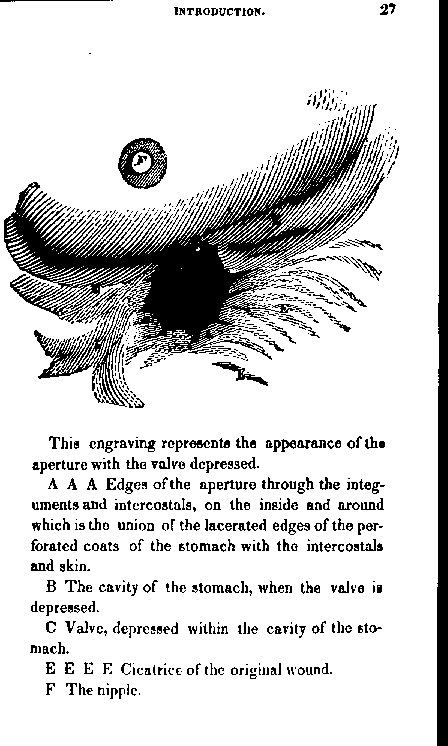
Estratto dal libro Experiments and Observations on the Gastric Juice and the Physiology of Digestion del 1833 (p. 27)

Beaumont deve il suo importante contributo alla ricerca scientifica ad un caso singolare, l'incontro con Alexis St. Martin, un ragazzo che aveva soccorso in seguito a una sparatoria nel giugno 1822 sull'isola di Mackinac, sul lago Huron, in Michigan.
Grazie all'esperienza di chirurgo di Beaumont, Alexis riuscì a sopravvivere nonostante gli spari avessero lasciato sul suo stomaco una ferita di considerevoli dimensioni che non riuscì a rimarginarsi completamente, divenendo una fistola.
La singolare situazione di Alexis permetteva, semplicemente rimuovendo le bende di protezione, di indagare nel dettaglio i processi digestivi come mai prima di allora era stato possibile. Beaumont offrì quindi al ragazzo di diventare suo assistente di laboratorio, o più correttamente la sua cavia, sottoponendolo a una serie di esperimenti sufficientemente riproducibili. Grazie ad Alexis Beaumont quantificò in dettaglio la diversa velocità di digestione degli alimenti, e fu il primo a condurre esperimenti di digestione "in vitro" prelevando succhi gastrici dallo stomaco e studiandone il funzionamento a diverse temperature.
A causa del rapporto discontinuo con Alexis, dovuto al temperamento irruento di quest'ultimo, Beaumont impiegò molti anni a completare le sue ricerche. St. Martin lo abbandonò nel 1825, tornando solo quattro anni dopo; tuttavia se ne andò nuovamente nel 1831. Il libro frutto degli studi, Experiments and Observations on the Gastric Juice and the Physiology of Digestion, fu dunque pubblicato nel 1833..